# Caryopilite
La caryopilite est une espèce minérale du groupe des silicates sous-groupe des phyllosilicates de formule (Mn,Mg)3Si2O5(OH)4, membre du groupe de la serpentine.

## Invention
1889

## Topotype
Mine Harstigen, Pajsberg, district de Persberg, commune de Filipstad, Comté de Värmland, Suède